# Villa San Martín, Argentina
Villa San Martín är en kommunhuvudort i Argentina.   Den ligger i provinsen San Juan, i den centrala delen av landet, 1 000 km väster om huvudstaden Buenos Aires. Antalet invånare var 1 904 vid folkräkningen 2001.